# Glaucidium castaneum
Glaucidium castaneum é uma espécie de ave da família Strigidae. Pode ser encontrada em Camarões, República Centro-Africana, República do Congo, República Democrática do Congo, Costa do Marfim, Libéria e Uganda.